# Allianz der Patrioten Georgiens

Logo der Allianz der Patrioten Georgiens. In der Umschrift des Logos steht neben dem Parteinamen das Motto der Partei: ერთი გული, მამაცი და ღირსეული! – „Ein aufrichtiges Herz - mutig und würdig!“

Die Allianz der Patrioten Georgiens (APG, georgisch საქართველოს პატრიოტთა ალიანსი, Sakartvelos Patriotta Aliansi) ist eine 2012 gegründete Partei in Georgien.

## Parteigeschichte und Parteiprogramm
Die Partei wurde am 19. Dezember 2012 gegründet und erhielt die offizielle Anerkennung als politische Partei durch die georgischen Behörden am 22. Januar 2013. Die Parteigründer waren in erster Linie David Tarchan-Mouravi, der erste Parteivorsitzende, und Irma Inaschwili, die erste Generalsekretärin der APG.  Nach eigener Darstellung möchte die APG eine moderat konservative Partei sein, die die christlich geprägte spezifisch georgische Kultur und Tradition vertritt und fördert und für eine demokratische Kultur einstehen möchte. Die Partei tritt für eine Mitgliedschaft Georgiens in der Europäischen Union ein. Hinsichtlich einer NATO-Mitgliedschaft Georgiens nimmt sie eine skeptische Position ein und bezeichnet sie als „unrealistisch“. Innenpolitisch fordert sie die Förderung der georgischen Sprache, auch als Zweitsprache unter den nationalen Minderheiten Georgiens, spricht sich aber für Toleranz diesen gegenüber aus. In die georgische Verfassung sollen basisdemokratische Elemente wie Volksabstimmungen eingeführt werden. Sozialpolitisch spricht sich die Partei für die stärkere Unterstützung von bedürftigen Familien, Rentnern etc. aus. Georgien müsse außerdem in eine Wissensgesellschaft umgewandelt werden und die traditionell starke Position in Mathematik, Physik und Computerwissenschaften, die unter der Saakaschwili-Regierung verloren gegangen sei, müsse wiedergewonnen werden.
Die Einordnung der Partei durch politische Kommentatoren fiel unterschiedlich aus. Sie wurde unter anderem als die „am meisten pro-russische Partei“, als „anti-westlich“ und „populistisch“ bezeichnet. Politischer Hauptgegner der APG sind die Vereinte Nationale Bewegung und die dem liberalen Spektrum zugehörige Republikanische Partei Georgiens. Aus den Reihen der Partei waren auch mehrfach anti-türkische Äußerungen zu hören und die APG warf der Türkei vor, territoriale Ambitionen in Georgien zu haben, womit hauptsächlich Adscharien gemeint sein dürfte.
Bei den Kommunalwahlen am 15. Juni 2014 stellte die APG in 47 von 71 Gemeinden Kandidaten auf und gewann landesweit 4,72 % der Stimmen. Vor der Parlamentswahl 2016 bildete die APG ein Wahlbündnis mit fünf anderen kleinen ideologisch verwandten Parteien. Bei der Wahl erhielt sie sechs der insgesamt 150 Sitze.